# 日本防火・防災協会
一般財団法人日本防火・防災協会（にほんぼうか・ぼうさいきょうかい）は、防火思想の普及宣伝及び火災予防運動の推進事業などを行っている法人。元総務省消防庁所管。1964年（昭和39年）設立。

## 沿革
- 1964年4月　財団法人日本防火協会設立
- 1975年　笹川良一が会長に就任
- 1981年　日本消防会館（現所在地）に事務所を移転
- 1995年　徳田正明が会長に就任
- 2003年　日本財団助成事業の終了
- 2005年　片山虎之助が会長に就任
- 2010年　片山虎之助が会長を辞任
- 2013年4月1日  公益法人制度改革により一般財団法人へ移行、これに併せて法人名を日本防火協会から日本防火・防災協会に変更。

## 事業
- 業務部：消防法に基づく防火管理者講習、並びに防災管理者講習の総務大臣登録講習機関として、両講習を実施する。

## CM
笹川良一は当日本防火協会会長を務めており、笹川が会長を務めていた日本船舶振興会が1970年代 - 1980年代に放送したテレビコマーシャルソング「火の用心のうた」（山本直純作曲）のCMを防火協会名義で製作したものも存在した。このCMは、笹川が1975年に当協会会長に就任後、翌1976年から1980年代にかけて放映された。この時期に小中学生だった世代にとって、笹川は「一日一善」もしくは「戸締り用心、火の用心」のおじいさんとして認識されている。
1990年4月から1993年3月にかけて、CMが刷新され、「子守唄篇」が放映された。「♪おやすみママ おやすみパパ　もう眠たくて　お休みのキッスもできないよ」という歌いだしで、子供の子守唄がしばらく流れる。そして「でも、その前に、戸締り用心・火の用心！」というセリフで締めくくられる。このCMは当協会の名義で制作・放映されていたもので、お馴染みの競艇シーンの映像やセリフはない。笹川が当協会会長に就任後の翌1976年から在任期間とほぼ同じ1994年までCMが放映されたが、それ以降は放映されていない。
当協会の関与によるものかは不明だが、全国火災予防運動の期間中などに実施される、幼稚園児や保育園児で構成される「幼年防火クラブ」などの団体の防火パレードの際には2010年代現在も「火の用心のうた」が歌われたりBGMに使われる事例が見られる。